# أندريه أغيلار
أندريه أغيلار (بالإسبانية: André Aguilar)‏ (30 أغسطس 1997 في المكسيك - ) هو لاعب كرة قدم مكسيكي في مركز الوسط.

## وصلات خارجية
- أندريه أغيلار على موقع قاعدة بيانات كرة القدم.إي يو (الإنجليزية)
- أندريه أغيلار على موقع Soccerway.com (الإنجليزية)
- أندريه أغيلار على موقع عالم كرة القدم.نت (الإنجليزية)
- أندريه أغيلار على موقع AS.com (الإسبانية)